# المقطوعة الحالمة (شوبان)

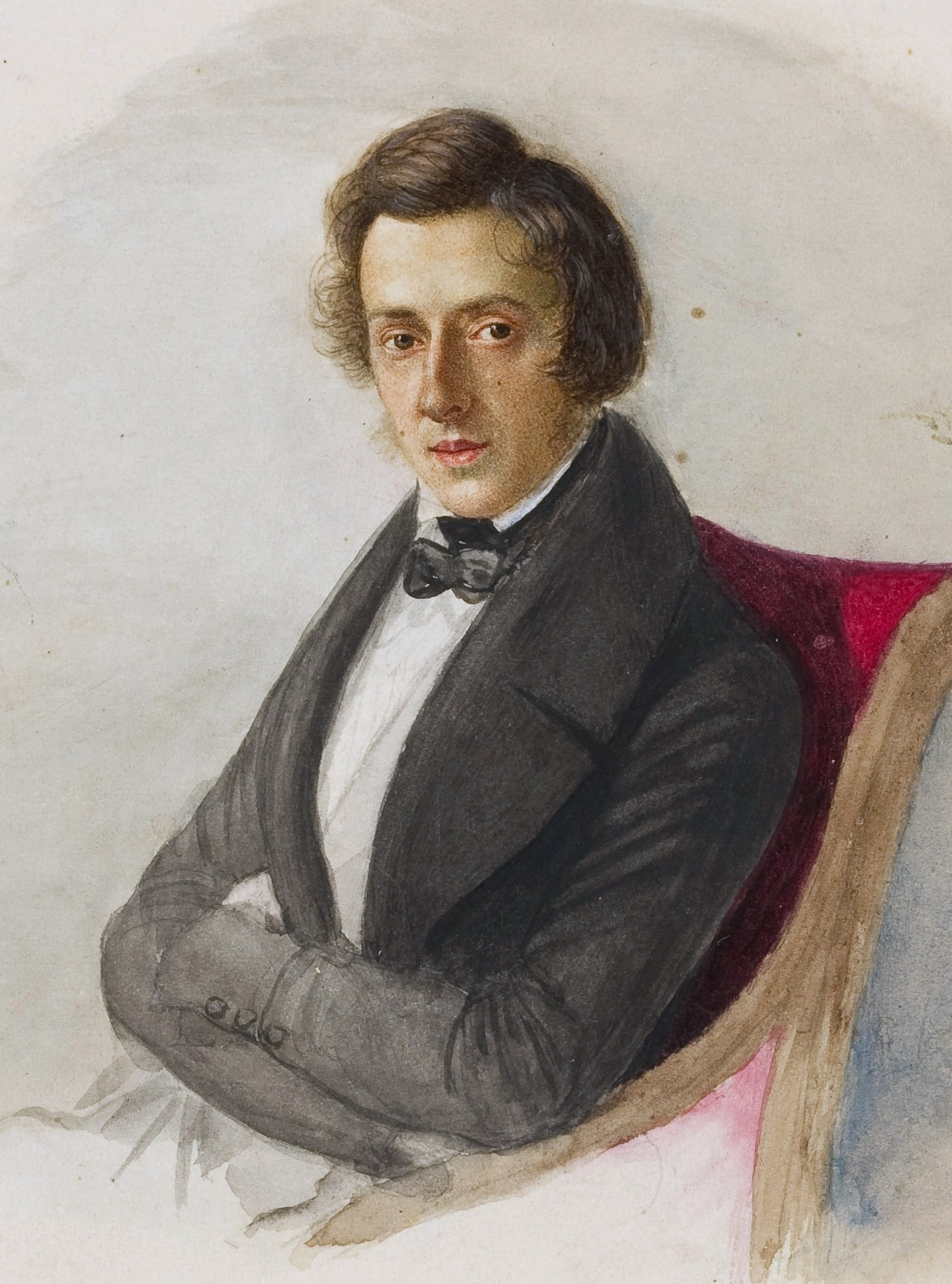
شوبان، 1835

المقطوعة الحالمة لشوبان - Chopin's nocturnes تتكون من 21 قطعة منفردة بالبيانو مكتوبة من قبل فريدريك شوبان بين سنة 1827 و 1846. وتعتبر عموماً من بين ارقى المقطوعات المنفردة القصيرة على البيانو ولديها مكانة هامة في الحفلات المعاصرة. ويجدر الإشارة إلى ان شوبان ليس أول مؤلف للمقطوعة الحالمة، لكنه قام بتوسيعها وزيادة شعبيتها، بناء على النموذج الذي وضعه الملحن الايرلندي جون فيلد.
مقطوعات شوبان الحالمة بين 1 و 18 تم نشرها خلال حياته، بشكل ثنائي أو ثلاثي، في ترتيب التأليف. غير ان المقطوعتين رقم 19 و 20 قام بتأليفهما أولاً قبل رحيل شوبان من بولندا، وتم نشرهما بعد وفاته. المقطوعة رقم 21 لم تكن في الأصل «مقطوعة حالمة»، لكن بما انه تم نشرها سنة 1870، فقد اصحبت على العموم مع النشر والتسجيلات في المجموعة.

## المؤثرون
بحلول وقت ولادة شوبان سنة 1810، كان جون فيلد بالفعل ملحن خبير. في نهاية المطاف، أصبح الشاب شوبان معجبا كبيرا بفيلد، حيث تأثر بعض الشيء بعزف وتقنيات تأليف الملحن الإيرلندي. شوبان قام بتأليف خمسة من مقطوعاته الحالمة قبل لقاءه بفيلد للمرة الأولى.
في شبابه، غالياً ما كان يتم اخباره بأن عزفه يشبه الخاص بفيلد، والاخير بدوره في ما بعد تم وصفه بأنه «شبيه لشوبان». الملحن فريدريك كالكبرينر، واحد من اوائل المؤثرين على شوبان، استفسر ذات مرة ما إذا كان شوبان تلميذ فيلد. في حين امتلك شوبان احترام وتقدير كبيرين واعتبره واحدا من المؤثرين الرئيسيين له، كان لفيلد وجهة نظر سلبية لأعمال شوبان. وعند مقابلته له وسماع مقطوعاته الحالمة، قيل بانه وصف شوبان «بالموهبة المريضة». مع ذلك، واصل شوبان تقديره لفيلد وأعماله واستمر في استلهامه طوال حياته.
مقطوعات شوبان الحالمة تحمل الكثير من الشبه للخاصة بفيلد، لكن في نفس الوقت تحافظ على اختلاف وتميز خاص بها. أحد جوانب المقطوعة الحالمة لشوبان هو سيره على خطى فيلد باستخدامه للحن باليد اليمنى. هذه واحدة من بين أهم ان لم تكن الأهم من بين ميزات المقطوعة الحالمة ككل. عن طريق استخدام اللحن كصوت مما منح تأثير عميق وعاطفي للقطعة، وجذب المستمتع إلى حد أكبر. جنباً إلى لحن اليد اليمنى، واصل شوبان استخدام «ضرورة» أخرى للمقطوعة الحالمة، عبر عزفه للصوت التتابعي باليد اليمنى لتكون بمثابة ايقاع تحت تقنية اليد اليمنى للحن «الصوتي». تقنية أخرى استخدمها فيلد وواصل شوبان استعمالها، الاستخدام الشامل للدواسة. عبر استعماله للدواسة أكثر، تكسب الموسيقى تعبير عاطفي أكبر من خلال الملاحظات المستمرة للنوتات، مما يعطي هالة درامية للمقطوعة. مع هذه الصفات بخصوص «المقطوعات الحالمة لفيلد»، تأثر شوبان وطور من خلالها لكي تصبح «المقطوعة الحالمة لشوبان».
واحدة من أعظم الابتكارات التي أدلى بها شوبان للمقطوعة الحالمة كان استخدامه لإيقاع تدفق أكثر حرية، وهي تقنية تعتمد على أسلوب الموسيقى الكلاسيكية. بالإضافة إلى تطويره لهيكل المقطوعة الحالمة، استلهم انغام الأوبرا الإيطالية والفرنسية. فضلا عن شكل السوناتا. كما ان الملحن فرانز ليست اصر على ان شوبان استلهم من انغام بل كانتو للمؤلف فينشينسو بيليني وهو ما أكده الكثيرون في عالم الموسيقى. ابتكار آخر لشوبان كان استعامله لللطباق (موسيقى) لخلق التوتر الموسيقي في المقطوعات الحالمة، وهي الطريقة التي زادت حتى من توسيع النغمة والشعور الدراماتيكي للمقطوعة نفسها. كان أساسا تأثيره من الأوبرا، وجعله للإيقاع أكثر حرية، والتوسع في تركيب أكثر تعقيداً ولعبه الذي يركز على اللحن، وضع شوبان بصمته على المقطوعة الحالمة. والعديد يعتقد بان «مقطوعة شوبان الحالمة» هي خلط بين شكل وهيكل فيلد، ولحن موزارت، من خلال عرض تأثير كلاسيكي/رومانسي في الموسيقى.

## الشكل
بينما تختلف العدادات والمفاتيح، المقطوعة الحالمة بشكل عام مضبوطة في شكل ثلاثي (Ternary form (A-B-A بتقديمها لجو حزين، ولحن واضح يطفو على اليد اليمنى من خلال الأصوات التتابعية arpeggios. يضفي بشكل عام التكرار زيادة في الزخرفة، خاصة Opus 9 No. 2 في E♭ major. بداية من المقطوعة الحالمة رقم 7 و 8، قام شوبان بنشرهم على شكل ازواج متناقضة، على الرغم من ان كل مقطوعة بامكانها ان تصبح مستقلة بذاتها على شكل عمل كامل. الاستثناءات في نمط الشكل الثلاثي تشمل Opus 9 No. 2 و Op. 55 No. 2 في E♭، لا يحتوي أي منهما على قسم متناقض، Op. 15 No. 3 في شكلها الثنائي مع مقطع ختامي غير مألوف، و Op. 37 No. 2 في شكل A–B–A–B–A.
سرعة الإيقاع هي علامة على جميع المقطوعات الحالمة، الا واحدة وهي Lento, Larghetto or Andante, the Allegretto of No. 3.

## تأثيره
عندما تم نشر المقطوعات الحالمة لأول مرة، تلقى شوبان ردود فعل مختلفة من النقاد. مع ذلك، ومع مرور الزمن، الذين كانوا غير راضين في البداية على المقطوعات الحالمة سحبوا انتقاداتهم السابقة، واصبح لديهم احترام كبير للمقطوعات الحالمة القصيرة.
بينما شهرة كل مقطوعة حالمة اختلفت بشكل كبير من منذ وفاة شوبان، حافضوا على مكانة هامة بين مقطوعات البيانو، خاصة Op. 9 No. 2 في E flat major و the Op. 27 No. 2 في D flat major اللاتي ربما كانتا الأكثر شهرة.
اعرب العديد من الملحنين من كلا فنرة حياة شوبان وما بعده على استلهامهم من المقطوعات الحالمة الخاصة به. من بينهم يوهانس برامس وريتشارد فاغنر من خلال عرضهما لنفس التقنية والاسلوب مثل شوبان. وأعرب ملحنين آخرين مثل فيلكس مندلسون وفرانز ليست على العبقرية الموجودة في المقطوعات الحالمة لشوبان. من الواضح ايضاً الأثر الذي احدثته هذه المقطوعات القصيرة في الموسيقى والتلحين خلال الحقبة الرومانسية. وأهم ملحن للمقطوعات الحالمة بعد شوبان كان غابرييل فوري، الذي عبر بشكل عظيم على احترامه لشوبان وألف ثلاثين قطعة من هذا الصنف. الف عدة مؤلفين لاحقاً مقطوعات بيانو حالمة فردية مثل جورج بيزيه، إيريك ساتيه، أليكساندر سكريابين، فرانسيس بولنك، صامويل باربر ولويل ليبرمان.

## لائحة المقطوعات الحالمة
| رقم. | مفتاح        | رقم العمل الموسيقي | نُشر  | أًلف       | رموز | صوت               |
| ---- | ------------ | ------------------ | ---- | --------- | ---- | ----------------- |
| 1    | B flat minor | Op. 9 No. 1        | 1832 | 1830–1832 |      | Florence Robineau |
| 2    | E flat major | Op. 9 No. 2        | 1832 | 1830–1832 |      | Martha Goldstein  |
| 3    | B major      | Op. 9 No. 3        | 1832 | 1830–1832 |      | Patrizia Prati    |
| 4    | F major      | Op. 15 No. 1       | 1833 | 1830–1832 |      |                   |
| 5    | F♯ major     | Op. 15 No. 2       | 1833 | 1830–1832 |      |                   |
| 6    | G minor      | Op. 15 No. 3       | 1833 | 1833      |      | Olga Gurevich     |
| 7    | C♯ minor     | Op. 27 No. 1       | 1835 | 1835      |      |                   |
| 8    | D flat major | Op. 27 No. 2       | 1837 | 1835      |      |                   |
| 9    | B major      | Op. 32 No. 1       | 1837 | 1837      |      |                   |
| 10   | A♭ major     | Op. 32 No. 2       | 1837 | 1837      |      |                   |
| 11   | G minor      | Op. 37 No. 1       | 1840 | 1838      |      |                   |
| 12   | G major      | Op. 37 No. 2       | 1840 | 1839      |      | Olga Gurevich     |
| 13   | C minor      | Op. 48 No. 1       | 1841 | 1841      |      | Luke Faulkner     |
| 14   | F♯ minor     | Op. 48 No. 2       | 1841 | 1841      |      | Luke Faulkner     |
| 15   | F minor      | Op. 55 No. 1       | 1844 | 1842–1844 |      |                   |
| 16   | E♭ major     | Op. 55 No. 2       | 1844 | 1842–1844 |      |                   |
| 17   | B major      | Op. 62 No. 1       | 1846 | 1846      |      |                   |
| 18   | E major      | Op. 62 No. 2       | 1846 | 1846      |      |                   |
| 19   | E minor      | Op. 72 No. 1       | 1855 | 1827–29   |      | Peter Johnston    |
| 20   | C♯ minor     | P 1 No. 16         | 1870 | 1830      |      | Aaron Dunn        |
| 21   | C minor      | P 2 No. 8          | 1860 | 1837      |      | Diana Hughes      |

### مزيف
المقطوعة الحالمة في C-sharp minor المشهورة بالمقطوعة الحالمة المنسية، أو Nocturne No. 22 عمل مزيف.